# Runder Turm

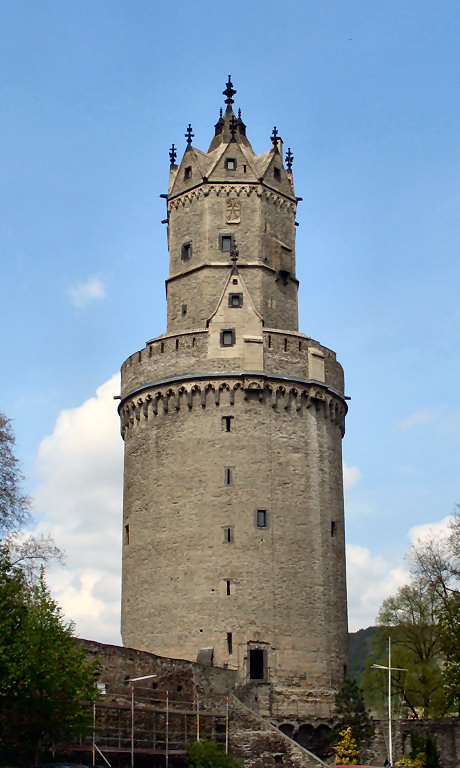
Der Runde Turm in Andernach von Südsüdosten (2005)

Der Runde Turm von Andernach am Rhein ist ein großer Wehrturm aus dem 15. Jahrhundert und der Wartturm der Stadtbefestigung an der Nordwestecke der mittelalterlichen Stadtmauer. Er ist Andernachs Wahrzeichen und gehört zu den mächtigsten Wehrtürmen seiner Zeit.

## Geschichte

### Architekt und Handwerker des Turms
Als Wart- und Wehrturm der Stadtbefestigung wurde der Runde Turm in den Jahren vor 1440 (runder Teil, erste Erwähnung in den Baurechnungen) und 1448 bis 1453 (achteckiger Aufsatz) als der Rondentorne im Auftrag des Rates der Stadt Andernach errichtet – wahrscheinlich an der Stelle des römischen nordwestlichen Kastelleckturms oder eines kleineren Vorgängerbaus. Bauleiter der zweiten Bauphase war der städtische Werkmeister Philipp Preudemann (Philips Preudeman). Ob Preudemann auch als Architekt wirkte, ist nicht überliefert. Im Laufe seiner Geschichte hieß der Turm im 17. Jahrhundert ronder thurn, im 18./19. Jahrhundert Runder Thurm, dann Runder Turm. Zimmermeister Johann war für sämtliche Holzarbeiten zuständig, einschließlich des Auf- und Abbaus des Tretkrans, Meister Engel (Enggel) war der Schmied vor Ort. Alle Seile und Taue kamen aus der Werkstatt von Klaus von Mendig (Claise van Mendich) und Christian von Düsseldorf (Kirstgain van Duysseldorp). Weiter genannte Meister waren Heinrich Schönbel (Henrich Schoinboil), Arnold von Lieser (Arnolden van Leser) und Johann Meyener. Auch ein Name der sonst namenlosen Gesellen, Arbeiter, Knechte und Hilfskräfte ist überliefert: „In derselven wochen hait geoppert Peter Attenderngin 3 dage, y den dag 6 schillinge, macht 1 mark 6 schillinge.“ („In derselben Woche (die Woche 3.-8. September 1453) hat Peter Attendernchen 3 Tage gehandlangert, jeden Tag für 6 Schillinge, macht 1 Mark 6 Schillinge“).

### Entstehung  und Bau im frühen 15. Jahrhundert
Nach neueren Erkenntnissen ist der zylindrische Unterbau möglicherweise deutlich vor 1440, d. h. bereits 1412 bis 1415 begonnen worden (so Manfred Huiskes). Hinweise dazu fanden sich in den überlieferten detaillierten Baumeisterrechnungen dieser Zeit über eine rege Bautätigkeit an einem neuen Turm nicht genannter Position. 30 Jahre könnte danach der namensgebende runde Unterbau ohne Aufsatz gestanden haben. Eine Dachreparatur am Turm 1442 nach Sturmschaden weist auf einen sehr fortgeschrittenen oder fertigen Turm und damit auf einen früheren Baubeginn vor 1440 hin, dazu die Unterschiede in der Gestaltung der Friese und Schießscharten des Unterbaus gegenüber dem Aufsatz sowie das dortige Fehlen von Steinmetzzeichen. Der Unterbau hatte ausschließlich rechteckige Schießlöcher, während im Aufsatz auch sogenannte Schlüssellochscharten eingesetzt wurden. Nach einigen Arbeiten 1446 erfolgte 1448 der Weiterbau am Turm mit dem Achtkantaufsatz. Dazu wurde ein Baudoppeltretkran auf den fertigen Turmunterbau verbracht und bis 1452 eingesetzt. Im letzten Baujahr 1453 beförderte ein Göpelwerk am Fußende des Turms die letzten Materialien nach oben. Mit der Verlegung der Tuffplatten des Daches waren die Hauptarbeiten abgeschlossen (um den 15. November 1453).

### Zweck des Turms
Der mächtige Wehrturm war wahrscheinlich als städtisches und bürgerliches Gegenstück zur im Südosten gelegenen erzbischöflichen kurkölnischen Burg gedacht, ein deutliches Symbol wiedererstarkten Bürgerbewusstseins, auch im Hinblick auf die Aufstände der Bürger gegen den Kurfürsten von 1357 bis 1367. Unterstrichen wurde dies durch die Position in der westlichen Stadtmauer 50 Meter nördlich der ehemaligen Kölnpforte, durch die der jeweilige Kurfürst protokollgemäß die Stadt nur betreten durfte. Trotz angespannter Finanzlage wurden die Mittel von der Bürgerschaft aufgebracht, d. h. nicht nur von der Führungsschicht, sondern von einer Vielzahl der Bürger, bewusst ohne einen Beitrag des amtierenden Kölner Erzbischofs Dietrich II. von Moers. Wegen des politischen und finanziellen Druckes, unter dem der Erzbischof stand (u. a. Verpfändung der Stadt, Soester Fehde 1444–1449), war der Zeitpunkt in diesem Machtvakuum günstig gewählt.
Die stetige Wachbereitschaft war durch seine Höhe von 56 Metern, die einen weiten Blick ins Rheintal zuließ, sowie durch einen Türmer (Turmpfeifer) vor allem im 15., 16. und 17. Jahrhundert gegeben, der neben Wach- und Feuerwachdienst auch ankommende Schiffe für den Rhein-Zoll „anblies“ (meldete). Einem erhaltenen Ratsprotokoll vom 24. August 1515 ist zu entnehmen, wie der neue Turmwächter namens Blasius ins Amt eingeführt wurde. Neben Wohnrecht mit Mutter, zwei Wagen Brennholz und Kleidung eines Stadtdieners erhielt er neun Goldflorin Gehalt im Jahr. Den Turmschlüssel musste er stets bei sich tragen. Etliche Hakenbüchsen, Feldschlangen waren in den oberen Etagen bzw. auf dem Wehrgang aufgestellt, weiteres Verteidigungsmaterial (Öl, Pech, Steine, Pulver) in den Räumen gelagert. In dieser Zeit war die Kammer im Sockel (Verlies, „deustere kamer“) Gefängnis. Berühmtester Insasse war der Adelige Gerlach Hausmann von Namedy 1509, der mächtigste Mann der Stadt im ausgehenden 15. Jahrhundert, Schöffe von 1477 bis 1509 und etliche Male Bürgermeister, der damals immer nur auf ein Jahr gewählt wurde.
Die Aufgabe des Runden Turms als Wehrturm wurde im truchsessischen oder Kölner Krieg 1583–1589 gegen den zum Protestantismus konvertierten Kurfürsten Gebhard von Waldburg-Trauchburg, Truchsess von Waldburg deutlich, dessen Truppen vergeblich durch die Kölnpforte in die auf katholischer Seite kämpfende Stadt eindringen wollten.

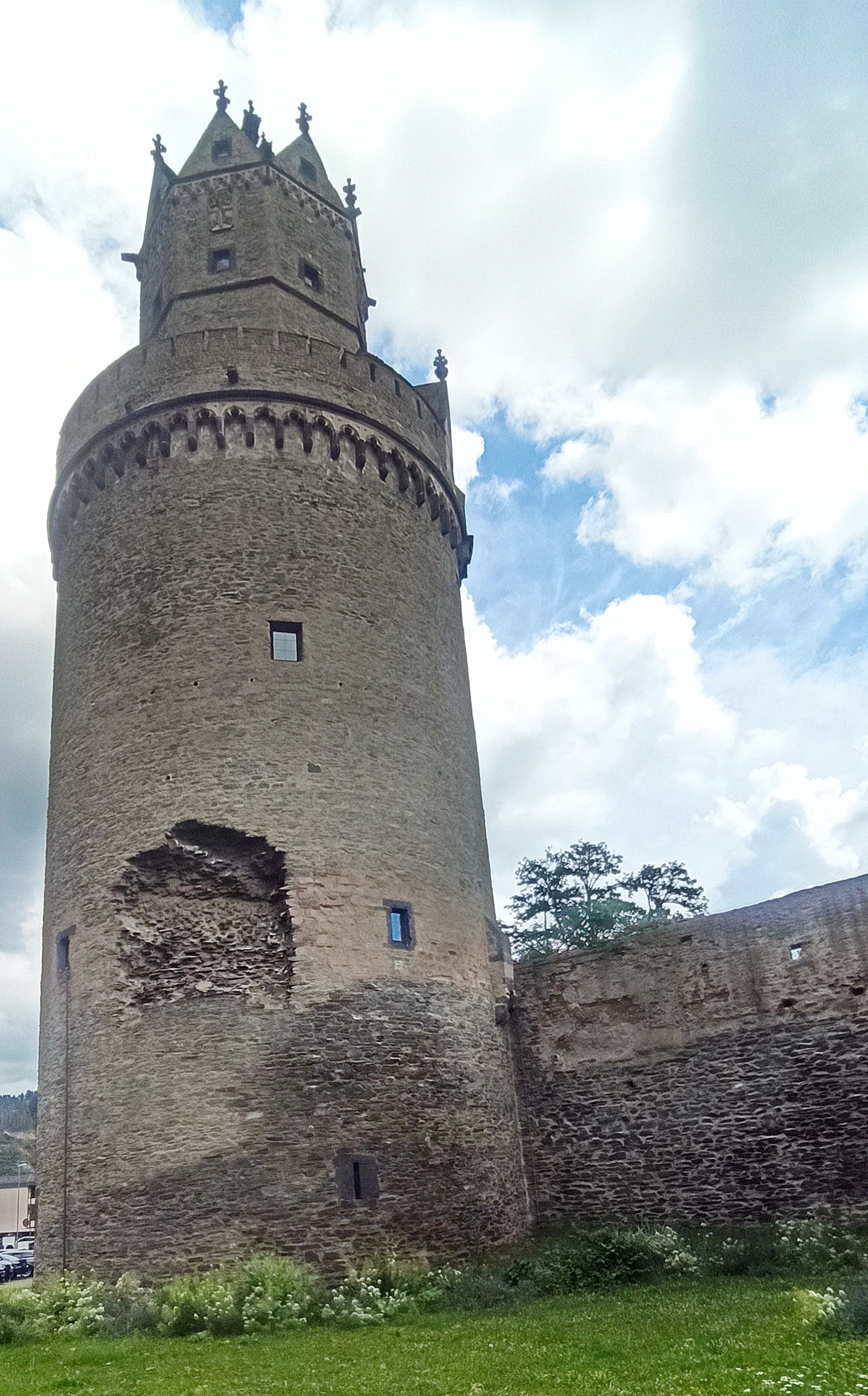
Runder Turm, Westseite, mit Ausbruch als Überbleibsel des Zerstörungsversuchs aus dem Jahre 1689. Foto aus 2020.

In der Nacht vom 30. April zum 1. Mai 1689 widerstand der Turm einem Sprengversuch der abrückenden französischen Truppen Ludwigs XIV. und zeigte damit seine Stabilität. Was blieb, ist ein Ausbruch an der westlichen Feldseite des Turms von zirka 1,20 m Tiefe und der Größe eines Kleinwagens. In der nachfolgenden Zeit verfiel der Turm in Teilen langsam, Mauerstücke brachen aus der Brüstung des Wehrgangs. Um die Mitte des 19. Jahrhunderts sollte im Zuge größerer Mauerniederlegungen, dem die Kölner Pforte wie die Kirch- und Schafspforte zum Opfer fielen, auch der Turm abgerissen werden, was jedoch verhindert werden konnte.

### Renovierung im 19. Jahrhundert und Einrichtung einer Jugendherberge
1880 wurden große Renovierungsmaßnahmen durchgeführt und die alten Stadtwappen aus Tuff gegen neue ausgetauscht, wobei sie allerdings senkrecht statt schräg und unbemalt eingesetzt wurden. Am 17. August 1922 wurde die bisher im Bergfried der Stadtburg von 1911 bis 1922 untergebrachte Jugendherberge im Runden Turm eingerichtet. Der Lehrer Georg Heinrich Aschenberg (1857–1940) war erster Herbergsvater. Die folgenden Herbergseltern Elisabeth und Albert Schüller nutzten das unterste Gewölbe als Wohnraum. Zunächst verfügte die Herberge über 50, dann über 80 Betten in vier Sälen (1927: 10.036 Übernachtungen, 5. Platz der rheinischen Herbergen; 1930 11.985). Sie blieb bis 1935 bestehen und wechselte dann auf den Krahnenberg. Die HJ bezog den Turm. 1949 erfolgte die Wiedereröffnung der Jugendherberge im Turm mit hohen Übernachtungszahlen (1950: 11.700) bis 1961, als sie wegen nicht mehr zeitgemäßer Unterbringungsbedingungen und nicht vorhandener Erweiterungsmöglichkeiten für immer geschlossen wurde. Sie gehörte zu den beliebtesten Herbergen in der Region und war über die Grenzen Deutschlands hinaus bekannt.

### Zeit nach dem Zweiten Weltkrieg
Am 11. März 1945 während der letzten Kriegstage des Zweiten Weltkrieges wurde der Steinhelm durch Beschuss beschädigt, weiterer Schaden konnte abgewandt werden. Erst 1952 wurden die Schäden behoben. Als Helmabschluss wurde anstelle der Fahnenstange eine zwanzig Zentner schwere Kreuzblume aus Mendiger Basalt aufgesetzt, wie sie möglicherweise auch 1453 als Dachaufsatz Verwendung fand, auch die Kreuzblumen auf den acht Giebeln und vier Dachgauben wurden erneuert.
Im Jahr 2003 wurde der große Turm als Erinnerungsort der Stadt und ihrer Geschichte zu seinem 550. Geburtstag sehr aufwendige renoviert (u. a. Brüstung und Bodenbelegung des Wehrgangs, Wehrhäuschen, Außenmauerwerk) und erscheint seitdem im neuen Glanz. Anlässlich des Jubiläums fand eine Sonderausstellung „550 Jahre Runder Turm“ im Stadtmuseum vom 18. Mai bis 7. Dezember 2003 statt, ein Heft in Hochglanzdruck dazu wurde veröffentlicht.
Im Juli 2010 wurde der Saal 1 (Jungensaal, unterstes Geschoss im Achtkantaufsatz) der ehemaligen Jugendherberge als jugendherbergsmusealer Raum hergerichtet.

## Beschreibung

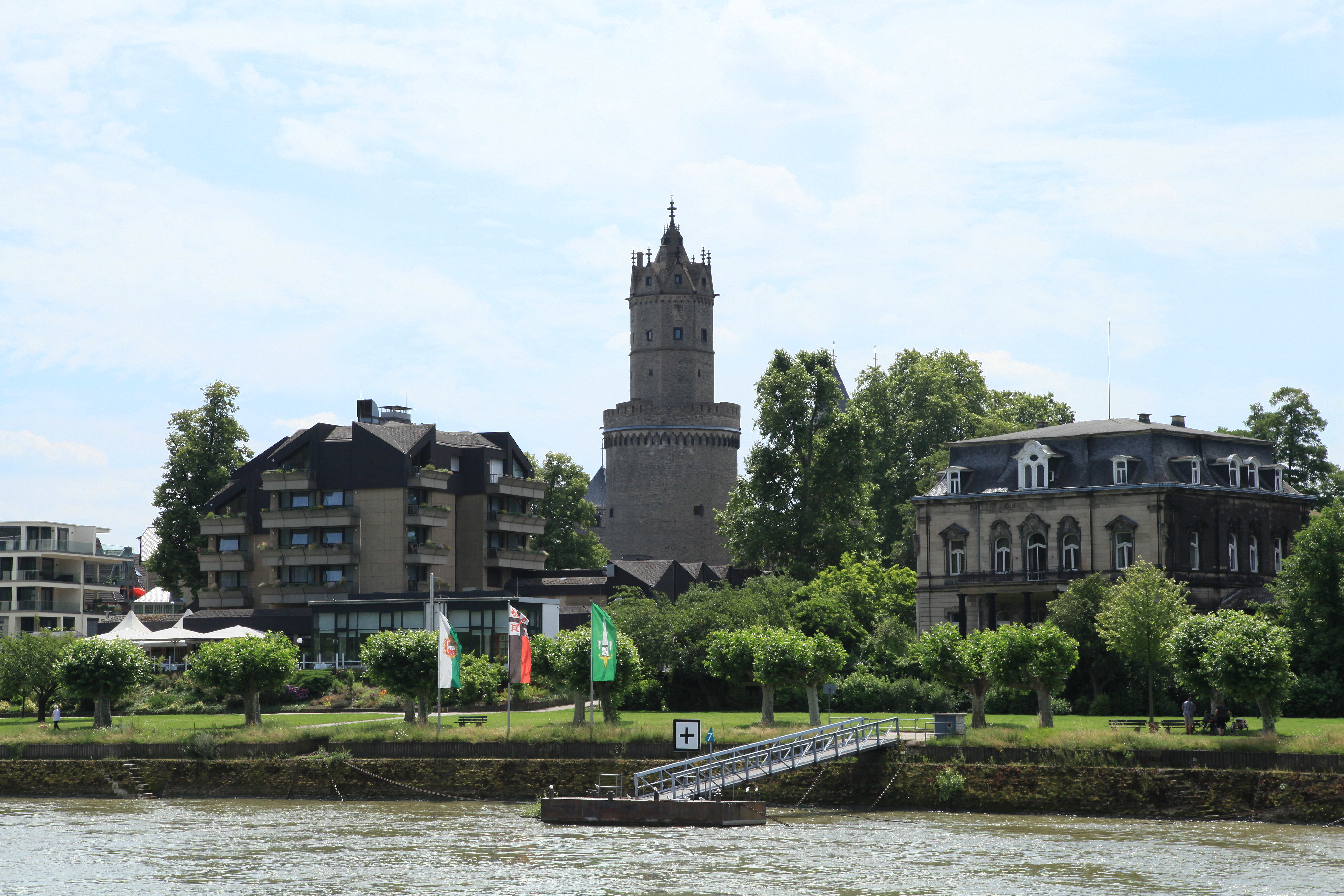
Blick auf Rheinufer und Runden Turm

Der mächtige Wehr- und Wartturm von 56 m Höhe besteht architektonisch aus zwei Abschnitten. Der 33 m hohe und 14,8 m im Durchmesser runde Unterbau (um 1446 vollendet) ist außen ungegliedert und über einem vorkragenden Dreipassbogenfries mit einem steinernen Wehrgang nebst stadtwärts eingebautem Wachhäuschen (Wichhäuschen, waichthuse 1453) mit Ofen, Kamin und Columbarium, Aborterkern, Pechnasen abgeschlossen. Im Inneren ist er in drei Stockwerke aufgeteilt: Kellergewölbe (deustere kamer (dustere Kammer) – Verlies und Lagerraum) mit Kuppelgewölbe und Angstloch als einzigem Zugang, Basisgeschoss (mit Eingang vom Wehrgang, wie seinerzeit üblich über eine einziehbare Holzleiter) und Obergeschoss – beide mit sechsteiligen Kappen- oder Kreuzgratgewölbedecken. Weiterhin besteht der Turm aus dem 26 m hohen und 9,8 m (über Eck) weiten Achtort-Aufsatz (Variante des runden Butterfassturms), der 1445 in Planung kam und 1448 bis 1453 vollendet wurde. Er besitzt drei Geschosse (unterstes auch mit sechsteiligem Gratgewölbe, zweites mit Balkendecke, drittes mit abgeflachter Kuppeldecke) und ein Giebelgeschoss (Speicher). Außen trennt ein Stockgurt die sonst ungegliederte Fassade zwischen den beiden Hauptgeschossen. Den Abschluss bilden acht Tuffsteingiebel, vier Dacherker, jeweils mit Kreuzblumen, Kegelsteinhelm mit großer zentraler Kreuzblume (seit 1952) und den vier, unterhalb des Dreipass-Bogenfrieses eingelassenen, in die vier Himmelsrichtungen weisenden großen Stadtwappen aus Tuff. Sie waren ursprünglich farbig ausgemalt und heraldisch „gelehnt“ (schräg) eingesetzt. Aufgrund der erhaltenen Rechnungen, die acht Tuffsteinplatten aus Wehr ausweisen, werden ursprüngliche acht Wappen diskutiert, oder größere, aus zwei Platten bestehend. Im 18. und 19. Jahrhundert wurde der Turm meist ohne Dachabschluss (Kreuzblume oder Turmkugel/Wetterfahne) dargestellt, in den Darstellungen des frühen 20. Jahrhunderts sowie in den 1920er und 1930er Jahren schloss ein Fahnenmast das Bauwerk ab. Ursprünglich war es möglicherweise eine Wetterfahne oder Bleispitze mit oder ohne Turmkugel bzw. eine Kreuzblume, denn eine zentrale Kreuzblume ist in den Baurechnungen nicht gesondert ausgewiesen, aber wahrscheinlich. Das exakte Aussehen des Turmes (Dachspitze, Wehrgangsbedachung, Farbe der Außenfassung) nach Bauabschluss ist nicht bekannt. Zwei der Gewölbe (Basisgeschoss und erstes des Oktogons) sind durch eingelegte Böden teilbar. Die Steinwendeltreppe ist stadtseitig in die Mauerstärke von Unterbau und Oberbau (hier Einkragung in die Innenräume wegen geringerer Mauerstärke) integriert. Bis zum Rundwehrgang sind es heute vom Boden an 137 Stufen, innerhalb des Turmes 100. Die älteste bekannte Darstellung des Turmes von 1503 eines namentlich unbekannten Meisters auf dem rechten Innenflügel eines heute im Kölner Wallraf-Richartz-Museum befindlichen Triptychons, die heilige Sippe zeigend, angefertigt für Nicasius Hackenay II., Kölner Kaufmann und Finanzier Maximilian I., ursprünglich in St. Achatius aufgestellt, zeigt den Turm mit einfacher Bleispitze und gedecktem Wehrgang in Form eines umlaufenden Pultdaches. Von dieser Abdeckung und ihrer Auflage (Balken, Wandbefestigungen) sind heute keine Spuren mehr vorhanden. Möglicherweise wurde dieses Dach im Laufe des 16. Jahrhunderts entfernt, da auf allen Darstellungen des Jahrhunderts und später nicht abgebildet ist, und die verbleibenden Spuren während der großen Renovierung 1880 beseitigt. Solche, oft leicht entfernbare Abdeckungen, finden sich auf anderen Butterfasstürmen (wie z. B. beim Bergfried (Hexenturm) der Burg Idstein) im Taunus. Als Baumaterial kam Bruchstein für das Mauerwerk (devonische Grauwacke) aus der nahen damaligen Geiersbergley (Krahnenbergsteinbruch), Niedermendiger und Wehrer Tuff (Wappensteine, Verkleidungen, Turmhelmdach und Dach des Wachhäuschens, Kamine u. a.), und Niedermendiger Basaltlava (Türstürze, Fenstergewände, Treppen, Rinnen, Wasserspeier, Konsolen, Kreuzblumen, Friese) zur Anwendung. Weiterhin ist in Höhe des Turmeingangs eine zwei Meter starke Verkleidungsschicht eines selten verwendeten Tuffsteins aus der Laacher Seeumgebung verbaut worden, was die Vermutung nahelegt, dass eine Vollverkleidung aus Tuff kurzzeitig avisiert wurde, was dem Turm ein noch prächtigeres Aussehen gegeben hätte (vergleichbar mit der Andernacher Liebfrauenkirche oder der Maria Laacher Abteikirche).
Bei einer Höhe von 56 Metern bis zur Kreuzblume und bis zu knapp fünf Meter dicken Mauern ist er der höchste Wehrturm am Rhein und der größte mittelalterliche Wehrturm überhaupt (höchster Bergfried Deutschlands). Nach Werner Bornheim gen. Schilling ist er „der bedeutendste selbständige deutsche Stadtturm des 15. Jahrhunderts, der weder als Torturm noch als Rathausturm mit zu dienen hat“. Die Turmwände waren früher mit einer weißlich bis ockerfarbenen Außenfassung versehen, mit Farbabstufung zum Oberbau als Architekturgliederung. Reste des Putzes hielten sich bis ins 19. Jahrhundert.
Besonders sein kronenartiger, achtfacher Dreiecksgiebelsteinhelm findet in Profanbauten zumindest heute keine Parallele. Die Idee zur Dachform stammt aus der Gestaltung der Helme achtkantiger Vierungstürme bzw. Glockentürme großer Kirchen besonders in Rheinhessen (Dittelsheim, Guntersblum, Worms), die der Turmarchitektur aus dem Italien des 13. Jahrhunderts, hier quadratisch (San Miniato al Tedesco, Friedrichsturm (Turm Friedrichs II. – Torre Federico II) oder Florenz, Arnulfturm – Torre Arnolfo des Palazzo Vecchio).
Einen ähnlichen Turm, auch mit Achteckaufsatz, aber Schindeldach, hatte Burg Reifenberg im Hochtaunus als Bergfried vor ihrer Zerstörung. Nur der zirka 33 m hohe Unterbau existiert noch.
Weitere Türme des Namens finden sich in Kopenhagen (Rundetårn (Runde Taarn), 34,8 m / 43 m (mit Teleskop) hoch, 1642 fertiggestellt) mit 209 m langem spiralförmigem Innenaufweg, der Leipziger Turm (Runder Turm, 44 m) in Halle (Saale), Obernburg am Main, Zell an der Mosel, Sigmaringen, die Bergfriede von Burg Kirkel und Burg Bohlingen, der Turm der kath. Pfarrkirche St. Markus in Reinheim im Bliesgau.

## Der Runde Turm in der Kunst

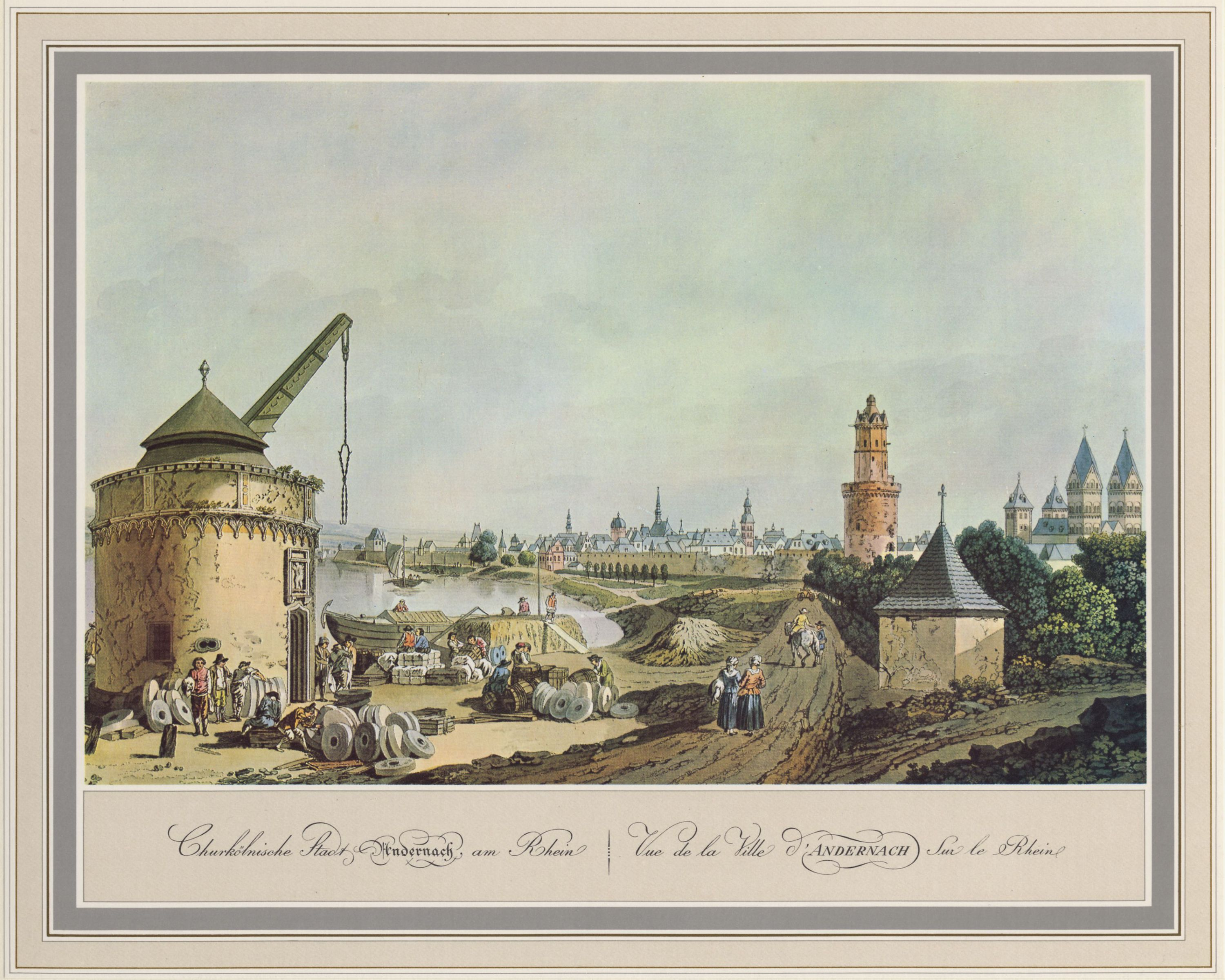
Blick auf Andernach aus Nordwesten mit Kran, Hafen und Rundem Turm, 1792

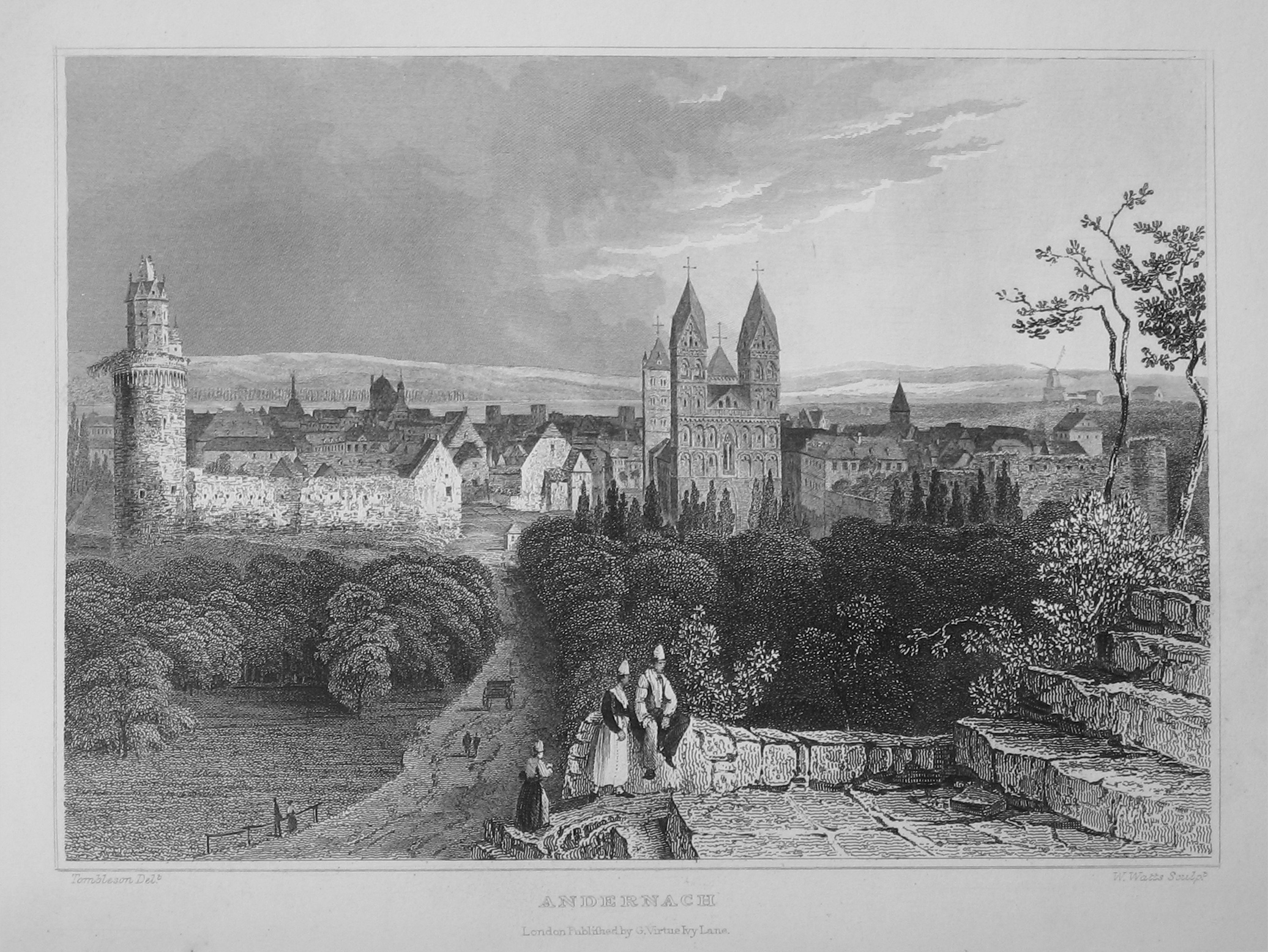
Blick auf Andernach aus Westen mit Rundem Turm und Mariendom, um 1840

Besonders im 19. Jahrhundert war der Runde Turm ein beliebtes Motiv der Romantiker. Stiche, Aquarelle, Tuschezeichnungen wurden von ihm angefertigt. William Turner, Carl August Lebschée (detailgetreues Aquarell von 1835), William Tombleson (1840), Victor Hugo (1840) und andere haben den Turm dargestellt, realistisch wie idealisiert, als Hauptmotiv oder Teil einer Stadtansicht, wie die Ansicht des Andernacher Hafens mit Altem Krahnen und Rundem Turm von Johann Andreas Ziegler. Dabei wurde er Runder Thurm, Alter Thurm, Romantischer Thurm oder gar Römischer Thurm genannt. William Turner schuf nach seinen 1817 vor Ort angefertigten Skizzen in London 51 Aquarellstudien, die seine besondere Befähigung zur Einschätzung der Lichtverhältnisse zeigt. Eine frühe Darstellung stammt von Matthäus Merians Stadtansicht (1646), die älteste bekannte vom sog. „Meister der Heiligen Sippe“ auf dem Kölner Triptychon von 1503.
Auch literarisch wurde dem Turm ein Denkmal gesetzt. Als Victor Hugo vom 10.–14. September 1840 in Andernach weilte, fertigte er von seinem Hotelzimmer aus in der Schaarstraße vom Turm eine erhaltene rotbraune Tuschzeichnung mit Krahnenberg und Feste Hammerstein im Hintergrund an. Den Turm, der den Romantiker faszinierte, beschrieb er detailliert, konnte ihn wegen eingebrochener Stufen und Gewölben nicht betreten, wie im Brief an Tochter Léopoldine (Didine) erwähnt. Bereits 1830 erschien in Frankfurt am Main die Novelle Ein Tag auf dem Stadtturm zu Andernach in Moosblüthen, zum Christgeschenk von Friedrich Wilhelm Carové, der 1816 in Andernach wohnte und arbeitete.